# Tyin
Tyin is een meer in het zuidwestelijke deel van het gebergte Jotunheimen in Noorwegen. Het meer ligt voornamelijk in de gemeente Vang in de provincie Innlandet en een klein deel ligt in de gemeente Årdal in de provincie Vestland. Het meer heeft een oppervlakte van 33,02 km². De hoogte is tussen de 1082 en 1072,5 m boven zeeniveau. Het volume is 0,313 km³. Het meer is een reservoir voor de Tyin-energiecentrale.
Aan de zuidzijde loopt de Fylkesvei 53, (Tyin–Årdal) en aan de oostzijde de Fylkesvei 252 (Tyin–Eidsbugarden). In 1869 bouwde de Den Norske Turistforening (DNT) haar eerste hut aan de oevers van het meer.